# 陳致平
陈致平（1909年—2002年），名均，字致平，以字行，湖南衡阳人，为中国国民党元老陈墨西次子。
年幼时随父母定居北京。1933年毕业于北平私立辅仁大学历史系。师从于陈垣，任教于同济大学。1937年，抗日战争爆发后，转往后方，历经广西、湖南、四川等地，曾任教于成都私立光华大学、国立同济大学。抗战胜利后，随同济大学回到上海。
1949年渡海去台湾，受聘为台湾师范大学教授。在台湾空中大学教育科目中主讲中华通史，一度就任新加坡南洋大学客座教授。1972年退休后，在中國文化大學和私立辅仁大学任教授。1969年被聘为中国国民党中央党务顾问。著述以《中华通史》最为有名。陈致平有子女四人，长女陈喆，即作家琼瑶。